# Профилирана гимназия с интензивно изучаване на румънски език „Михай Еминеску“
ПГИИРЕ „Михай Еминеску“ или накратко Румънска гимназия – профилирана гимназия в град София, България. Единственото училище в страната, което осъществява подготовка по румънски език в България.
ПГИИРЕ „Михай Еминеску“ е открита през 1999 г. като наследник на закрития през 1945 г. Румънски лицей.
Училището е на базата на Международна спогодба между България и Румъния в областта на културата и образованието и броят на учениците в паралелките е по-малък. ПГИИРЕ „М. Еминеску“ е държавно училище към Министерство на образованието и науката. В същото време в Букурещ е открито БСОУ „Христо Ботев“. Учениците му участват в международната олимпиада по румънски език и различни литературни конкурси в Румъния.
ПГИИРЕ работи съвместно със Софийския университет „Св. Климент Охридски“, като базово училище на университета и осъществява богата извънкласна дейност, част от която е изнесена в СУ и Румънското посолство. През 2018 г. гимназията става единствената гимназия в София, която печели максималния брой от 5 звезди за качество на образованието. На 15 януари 2019 г. ПГИИРЕ „Михай Еминеску“ чества 20-годишния си юбилей.